# 키에스달파고
키에스달파고 (Chies d'Alpago)는 이탈리아 베네토주의 벨루노도에 위치한 코무네 (지방자치단체)이다. 베네치아에서 북쪽 약 80 킬로미터 (50 mi), 벨루노에서 쪽 약 15 킬로미터 (9.3 mi) 거리에 있다.
바르치스, 클라우트, 피에베달파고, 푸오스달파고, 탐브레 등과 경계를 맞대고 있다.